# Abbott und Costello treffen Frankenstein
Abbott und Costello treffen Frankenstein (Originaltitel Abbott and Costello Meet Frankenstein) ist eine US-amerikanische Filmkomödie des Regisseurs Charles Barton aus dem Jahr 1948. Deutschland-Premiere war am 22. August 1958. Wiederaufführungstitel war Mein Gott, Frankenstein. In Österreich wurde er zum ersten Mal am 16. Februar 1951 gezeigt.

## Handlung
Chick und Wilbur arbeiten als Gepäckträger in La Mirada, Florida. Durch ein Missgeschick beschädigt Wilbur zwei Kisten, die für MacDougal’s House of Horrors bestimmt sind. Mr. MacDougal fordert, dass die Kisten persönlich abgeliefert und im Beisein eines Versicherungsagenten untersucht werden. MacDougal erzählt Wilburs Freundin Dr. Sandra Mornay, dass die Kisten die originalen Überreste von Graf Dracula und den Körper von Frankensteins Monster enthalten.
Dracula erwacht, hypnotisiert Wilbur, lässt seinen eigenen Sarg und auch das wiedererweckte Monster verschwinden, bevor ihn jemand sehen kann. MacDougal und der Versicherungsagent finden die Kisten leer vor, bezichtigen Wilbur und Chick des Diebstahls und lassen sie verhaften.
Derweil empfängt Sandra Dracula und das Monster auf ihrem Inselschloss. Sandra, eine begabte Chirurgin, hat die Notizen Frankensteins studiert. Dracula und sie haben einen Plan ersonnen, das Monster mit einem menschlichen Gehirn, das leicht zu beeinflussen ist, auszustatten, und zwar mit Wilburs. Wilbur und Chick werden aus dem Gefängnis entlassen. Fälschlicherweise nehmen sie an, dass Sandra für sie gebürgt hat. Tatsächlich war Joan Raymond, die Wilbur mag, die Wohltäterin. Joan arbeitet verdeckt für die Gesellschaft, die für MacDougals Versicherungssumme aufkommen muss, und hofft, dass Wilbur die verlorenen Ausstellungsstücke findet.
Gegenüber von MacDougal ist mittlerweile Larry Talbot in ein Appartement gezogen. Talbot ist Dracula und dem Monster durch Europa gefolgt und weiß, dass beide leben. Er bittet Wilbur und Chick um Hilfe, die beiden Monster zu fangen und zu eliminieren. Während Wilbur zustimmt, glaubt Chick, Talbot und sein Freund seien wahnsinnig. Talbots verzweifelte Forderung, noch vor Mondaufgang in sein Zimmer gesperrt zu werden, beeindruckt Chick nicht.
Am folgenden Abend holen Wilbur, Chick und Joan Sandra zu einem Kostümball ab. Sandra wollte, dass Wilbur alleine kommt, deshalb ist der Empfang für die beiden anderen frostig. Die Damen pudern sich die Nasen. In der Zwischenzeit nimmt Wilbur einen Telefonanruf entgegen, bei dem jemand einen Dr. Lejos verlangt. Der Anrufer ist Talbot, der ihm mitteilt, er befinde sich im Haus von Dracula. Widerwillig durchsucht Wilbur mit Chick das Schloss, wobei sie auf eine Höhle stoßen, komplett mit Dock und Steg. Hinter einer Mauer trifft Wilbur auf Dracula und das Monster, kann aber entkommen. Wilburs Versuche, Chick von der Existenz der Monster zu überzeugen, scheitern, weil Chick sie wegen der Mauer nicht sehen konnte. Währenddessen stößt Joan auf Frankensteins Notizbuch, während Sandra Joans Firmenausweis entdeckt.
Sandra macht Dracula, für andere Dr. Lejos, auf Wilbur, Chick und Joan aufmerksam. Im Schloss arbeitet der naive Dr. Stevens. Stevens ist wegen einigen der speziellen Ausrüstungsgegenstände, die im Schloss abgeliefert werden, irritiert. Dracula weicht seinen Fragen aus, indem er Stevens mit Joan bekanntmacht und beide zum Ball schickt. Sandra bekommt heftige Kopfschmerzen. Stevens’ Fragen, Joans Identität und Wilburs Untersuchungen haben sie so nervös gemacht, dass sie das Experiment aufschieben will. Dracula wird ungeduldig, hypnotisiert Sandra und beißt sie in den Hals.
Auf dem Ball treffen Wilbur und Chick auf Talbot und MacDougal. Dracula erscheint mit Sandra, die unter seiner Kontrolle steht. Talbot klagt Dracula an, doch wird von diesem als gestört dargestellt. Dracula fordert Joan zu einem Tanz auf, während Sandra mit Wilbur zu einem einsamen Platz geht. Kurz bevor Sandra in Wilburs Hals beißen kann, wird sie von Chick und Talbot, die nach Joan schauen wollen, gestört. Talbot verwandelt sich in einen Wolfsmenschen. Wilbur entkommt, doch MacDougal wird von Talbot verletzt. Da Chick sich als Werwolf verkleidet hat und genau wie Talbot in seiner Wolfsgestalt aussieht, beschließt MacDougal, sich aus Rache an Chick zu halten. Chick kann MacDougal entkommen, dabei bemerkt er, wie Dracula Wilbur hypnotisiert. Wilbur und Joan werden ins Schloss gebracht, während Chick sich zum Schutz selbst hypnotisiert. Chick begegnet Talbot, der ihm seinen Angriff auf MacDougal gesteht. Nun ist Chick bereit, mit Talbot Wilbur und Joan zu retten.
Sandra offenbart Wilbur, der an einen Pfahl gebunden ist, ihren Plan, sein Gehirn dem Monster zu implantieren. Sie und Dracula bereiten das Monster für die Operation vor. Chick und Talbot befreien unterdessen Wilbur. Nun wollen sie Joan befreien, doch der hypnotisierte Wilbur geht zurück zu Draculas Schloss.
Die Operation an Wilbur soll gerade beginnen, da stürmt Talbot hinein und stößt Sandra zur Seite. Chick kämpft mit einem Stuhl gegen Dracula. Er will den Vampir k. o. schlagen, trifft jedoch Sandra. Als Talbot Wilbur von den Fesseln befreien will, verwandelt er sich wieder in einen Wolfsmenschen. Dracula und der Wolfsmensch kämpfen, Chick bindet Wilbur los. Dracula flieht, das wiederhergestellte Monster bricht aus. Sandra versucht, es zurückzulocken, doch sie wird aus dem Fenster geworfen.
Dr. Stevens findet Joan, während Dracula sich in  eine Fledermaus verwandelt und zu fliehen versucht. Doch der Wolfsmensch ergreift ihn. Beide stürzen von einem Balkon in den darunterliegenden See. Joan erwacht aus ihrer Trance. Wilbur und Chick fliehen aus dem Schloss, das Monster ihnen auf den Fersen. Sie begegnen MacDougal, der auf die Herausgabe seiner Ausstellungsstücke pocht. Als er das Monster sieht, springt er ebenso in den See. Wilbur und Chick wollen mit einem Ruderboot fliehen, das fest vertäut ist. Während das Monster mit Fässern nach den beiden wirft, schafft Wilbur es, das Boot zu lösen. Stevens und Joan erreichen das Boot und setzen das Pier in Flammen. Das Monster stapft in die Flammen und stürzt mit dem zusammenbrechenden Pier ins Wasser.
Erschöpft im Boot sitzend, hören Wilbur und Chick eine Stimme, die sich als „Der Unsichtbare“ vorstellt. Beide sehen eine Zigarette in der Luft schweben und springen aus dem Boot.

## Synchronisation
Die deutsche Synchronfassung entstand 1958 bei der Berliner Synchron. Fritz A. Koeniger schrieb das Dialogbuch und Klaus von Wahl führte Regie.
| Rolle                 | Darsteller         | Synchronsprecher    |
| --------------------- | ------------------ | ------------------- |
| Chick Young           | Bud Abbott         | Wolfgang Eichberger |
| Wilbur Gray           | Lou Costello       | Clemens Hasse       |
| Larry Talbot          | Lon Chaney junior  | Wolf Martini        |
| Graf Dracula          | Bela Lugosi        | Erich Fiedler       |
| Frankensteins Monster | Glenn Strange      | Manfred Meurer      |
| Dr. Sandra Mornay     | Leonore Aubert     | Elisabeth Ried      |
| Joan Raymond          | Jane Randolph      | Sigrid Lagemann     |
| Mr. MacDougal         | Frank Ferguson     | Bruno Fritz         |
| Dr. Stevens           | Charles Bradstreet | Fritz Wagner        |
| Mr. Harris            | Howard Negley      | Toni Herbert        |

## Kritiken
„Überdrehte Filmgroteske, die, als Parodie auf Hollywood-Gruselfilme, stellenweise vergnügliche Unterhaltung bietet.“

„Die Grusel-Parodie erweist sich als die bei weitem witzigste und originellste Folge in der Serie der Abbott-und-Costello-Filme […] Diese Parodie zieht ihren Witz vor allem aus der Tatsache, dass berühmte Horrorstars wie Bela Lugosi  und Lon Chaney jr. In ihren altbekannten Rollen zu sehen sind und sich selbst nicht so ganz ernst nehmen.“

„Gerade diese Szenen (mit Lugosi – Anm. des Artikelautors) wurden zu den witzigsten des besten aller Abbott-und-Costello-Filme.“

„Eine verrückte, schwindelige Show, die Spannung, Grusel und Lachen vereint. Abbott und Costello zogen hier alle Register ihres Könnens und entfachen einen wirkungsvollen Horror-Wirbel.“

## Hintergrund
- Ursprünglich war Ian Keith, der eigentlich seinerzeit auch in Dracula (1931) den Grafen spielen sollte, für die Rolle des Dracula vorgesehen, da die Studiobosse dachten, Bela Lugosi sei bereits verstorben. Als sich jedoch herausstellte, dass Lugosi sehr wohl noch am Leben war, forderte sein Agent Universal auf, ihm die Rolle zu geben.[6]
- Abbott & Costello treffen Frankenstein war der zweiterfolgreichste Film von Universal im Jahr 1948.
- In der englischen Originalfassung leiht Vincent Price, wie bereits in Der Unsichtbare kehrt zurück (1940), dem Unsichtbaren seine Stimme.
- Während der Dreharbeiten stolperte Glenn Strange über ein Kabel und brach sich den Knöchel. Also sprang Lon Chaney junior in der Szene, in der Dr. Mornay aus dem Fenster geworfen wird, für ihn als Monster ein.
- Boris Karloff wurde erneut seine Paraderolle als Monster angeboten, er lehnte jedoch ab, machte aber Publicityarbeit für den Film. Beispielsweise posierte Karloff für Werbeaufnahmen mit einer Eintrittskarte für den Film vor dem Kino.
- Für Abbott & Costello treffen Frankenstein verzichtete man erstmals auf Maskenbildner Jack Pierce′ effektiven, aber sehr zeitaufwändigen Schminkprozess für das Frankenstein-Make-up. Bud Westmore, der in den 1960er Jahren unter anderem Leiter der Maske in der Serie The Munsters war, benutzte ein Maskenteil aus Gummi, das angeblich so fest auf dem Kopf saß, dass wenn Glenn Strange nach mehreren Stunden unter den heißen Scheinwerfern den Kopf schüttelte, man Wasser plätschern hören konnte.
- In Abbott & Costello treffen Frankenstein spricht das Frankenstein-Monster erstmals wieder seit Frankenstein kehrt wieder (1942).
- An Abbott & Costello treffen Frankenstein waren, abgesehen von Glenn Strange, drei Darsteller beteiligt die bereits früher die Rolle des Frankenstein-Monsters gespielt hatten: Lon Chaney junior 1942, Bela Lugosi 1943 und indirekt auch Original-Monster Boris Karloff, der nur Publicity für den Film machte, 1931, 1935 und 1939.
- Art-Director Hilyard M. Brown bekam 1964 einen Oscar, Ton-Ingenieur Leslie I. Carey 1955,  Set-Decorateur Oliver Emert 1963. Dessen Kollege Russel A. Gausman kam oscarprämiert zum Set. Er gewann seinen Oscar schon 1944, einen zweiten erhielt er 1961.
- Die Spezialeffekte wurde von David S. Horsley und Jerome H. Ash realisiert.
- 2001 wurde der Film in das National Film Registry aufgenommen.